# TIME GOES BY (小比類巻かほるの曲)
「TIME GOES BY」（タイム・ゴーズ・バイ）は、1991年3月25日にリリースされた小比類巻かほるの17枚目のシングル。

## 概要
- 1991年の『世界陸上』イメージソングに採用された。

## 収録曲
1. TIME GOES BY
  - 作詞:小比類巻かほる 作曲:大内義昭 編曲:倉富義隆・JERRY HEY
2. HOLIDAY
  - 作詞:小比類巻かほる 作曲:小比類巻かほる・大内義昭 編曲:倉富義隆・JERRY HEY